# 小行星6346
小行星6346（英語：6346 Syukumeguri）是一颗围绕太阳公转的小行星。1995年1月6日，小林隆男在大泉町发现了此天体。
这颗小行星的绝对星等为231.5910548756542等。